# Joachim Gauck
Joachim Gauck (født 24. januar 1940 i Rostock) var fra 18. marts 2012 til 18. marts 2017 Forbundsrepublikken Tysklands 11. forbundspræsident. Han er præst, tidligere anti-kommunistisk menneskeretsaktivist i DDR og medstifter af oppositionsbevægelsen Neues Forum, der blev dannet under die Wende.
Ved det sidste og eneste frie demokratiske valg til DDR's parlament Volkskammer blev han indvalgt for Bündnis 90, og efter Tysklands genforening blev han chef for BStU, der står for den fremtidige bevarelse af Stasis arkiver. Han fratrådte denne stilling i 2000. Ved præsidentvalget i 2010 var han oppositionens (SPD og Bündnis 90/Die Grünen) kandidat, men tabte valget til Christian Wulff.
Da forbundspræsident Christian Wulff måtte træde tilbage i 2012, blev Gauck den 18. marts 2012 af Forbundsforsamlingen valgt som Tysklands præsident med 991 stemmer ud af 1.228. For Gauck stemte alle de store partier (CDU/CSU, SPD, FDP, Bündnis 90/Die Grünen), hvorimod de yderliggående Die Linke og Nationaldemokratische Partei Deutschlands stemte for andre kandidater.
Gauck er ikke tilknyttet et bestemt parti, men er formand for bevægelsen Gegen Vergessen – Für Demokratie. 
I juni 2016 meddelte Gauck, at han ikke ønskede at genopstille ved sin embedsperiodes udløb i 2017.